# Stictoptera wetterensis
Stictoptera wetterensis är en fjärilsart som beskrevs av Swinhoe 1917. Stictoptera wetterensis ingår i släktet Stictoptera och familjen nattflyn. Inga underarter finns listade i Catalogue of Life.